# Ангкор. Лес из камня
«Ангкор. Лес из камня» (фр. Angkor : la forêt de pierre; англ. Angkor: Heart of an Asian Empire) — иллюстрированная монография, посвящённая археологии и повторному открытию Ангкор-Вата. Она была написана французским археологом и историком искусства Брюно Дажаном и опубликована в карманном формате издательством Éditions Gallimard в качестве 64-го тома её серии Découvertes (известной как Abrams Discoveries в США, New Horizons в Великобритании и «Открытие» в России). Книга легла в основу одноимённого документального фильма, выпущенного в 2002 году.

## Содержание
Изданная в рамках серии «Археология» в коллекции Découvertes книга «Ангкор. Лес из камня» рассказывает о повторном открытии Ангкор-Вата и изучении археологических памятников, предметов и документов, найденных на его территории, при этом не касаясь его истории. Во французском издании L’Express отмечалось, что издание соответствует традиции Découvertes, заключающейся в обилии изобразительной документации и умелом объединении визуальных документов и текстов, напечатанных на мелованной бумаге, что делает эту книгу «настоящей монографией, изданной как книга по искусству».
Автор, придерживаясь хронологического порядка, прослеживает историю повторного открытия Ангкор-Вата, некогда служившего столицей Кхмерской империи, которое делали преимущественно европейские исследователи, в том числе Анри Муо, Эрнест Дудар де Лагре, Луи Делапорт, Франсис Гарнье и Анри Маршаль.
Книга открывается серией полностраничных акварелей, сделанных французским археологом и исследователем XIX века Люсьеном Фурнеро. Основной текст разделён на шесть глав:
- Глава I: «Открытие? Это то самое слово?»;
- Глава II: «Открыватель»;
- Глава III: «Исследование»;
- Глава IV: «Последний из исследователей»;
- Глава V: «Восстановленный Ангкор»;
- Глава VI: «Ангкор, слава нации».

Вторая часть книги, озаглавленная как «документы», содержит выдержки из источников, разделённые на пять частей:
- Путешествие в Ангкор;
- Космическая символика;
- Хронология;
- Восстановление и анастилез;
- Туристы в Ангкоре.

Книгу завершают библиография, список иллюстраций и указатель.

## Отзывы
Эта книга получила среднюю оценку от пользователей 3,83 звезды из 5 как на ресурсе Goodreads, так и на Book Depository, а на Amazon 4,6 из 5 звёзд.

## Фильм
В 2002 году La Sept-Arte и Trans Europe Film при участии Éditions Gallimard сняли по книге одноимённый документальный фильм, режиссёром которого выступил Жан-Клод Любчанский. Закадровый текст в нём прочитали французские актёры Серж Аведикян и Сильвия Моро. Он был представлен на телеканале Arte в рамках телепрограммы L’Aventure humaine, впоследствии он был дублирован на немецкий и английский языки.